# Prachynella mediterranea
Prachynella mediterranea is een vlokreeftensoort uit de familie van de Pakynidae. De wetenschappelijke naam van de soort is voor het eerst geldig gepubliceerd in 1975 door Ruffo.